# Habichtsbach
Habichtsbach war ein früheres Dorf auf den Fluren von Scheibe-Alsbach, Landkreis Sonneberg in Thüringen.

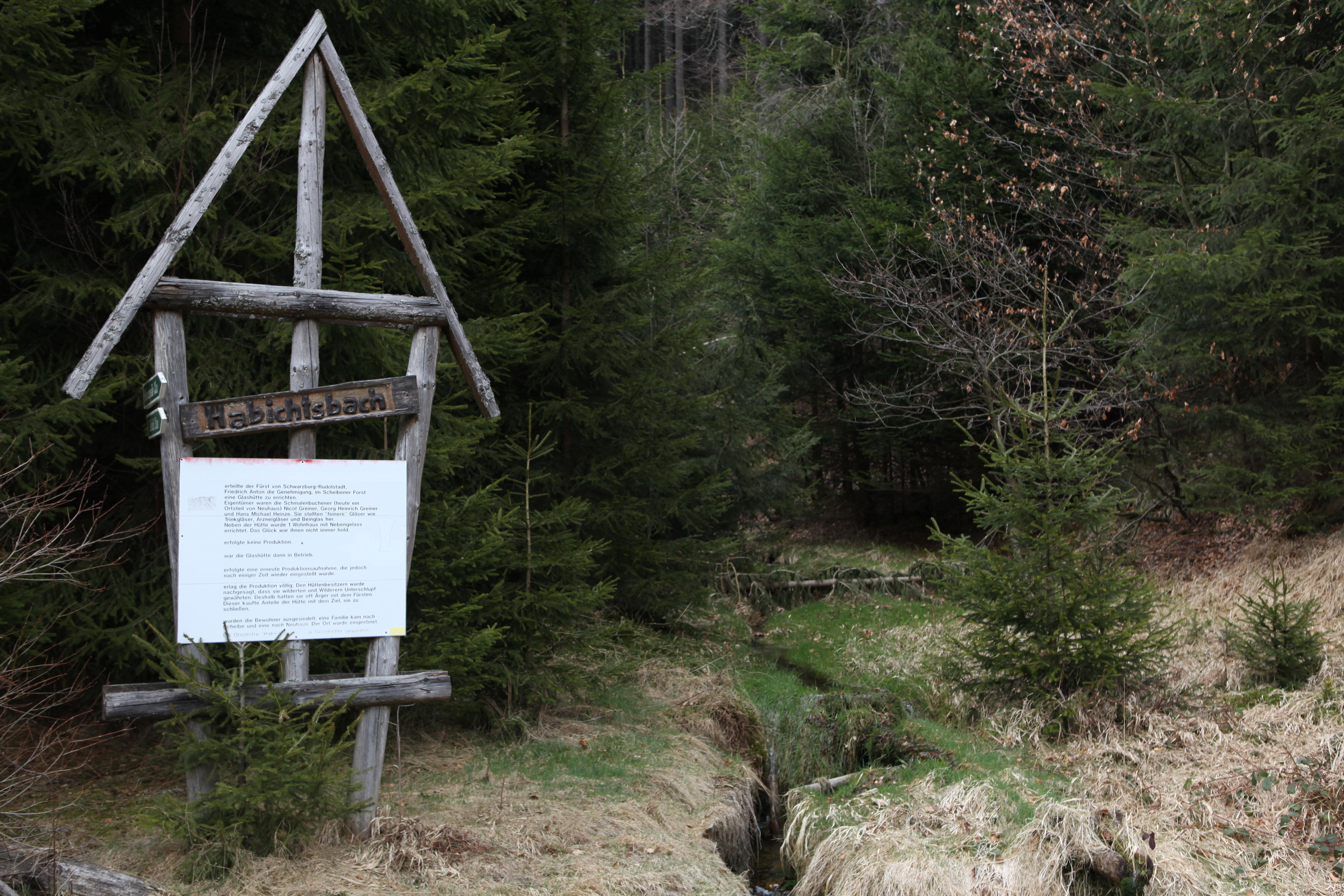
Habichtsbach

## Lage
Die Wüstung befindet sich unter dem Südhang des Habichtsberges, etwa zwei Kilometer östlich der Ortslage von Scheibe-Alsbach am dortigen Quellbach Habichtsbach.

## Geschichte
Im Jahr 1735 verlieh Friedrich Anton I., Fürst zu Schwarzburg-Rudolstadt, dem Glasmaler Nicol Greiner und den Glasmeistern Georg Heinrich Greiner und Hans Michael Heinz aus Schmalenbuche die Konzession zur Errichtung einer Glashütte im Amt Schwarzburg-Königsee, bei der Ortschaft Scheibe am Habichtsberg.
Ab Juli 1736 begannen die Glasmacher mit dem Bau der Glashütte und den dazugehörigen Wohnhäusern. Die Glasmacher mussten aufgrund eines Zusatzes in der Konzession vor Baubeginn dem Glashüttensyndikat beitreten und eine Bar- und Warenkaution in Höhe von 200 Talern an das Syndikat entrichten. Als die Frauen der Glasmeister Glaswaren verkauften, obwohl Schuldverpflichtungen noch nicht beglichen waren, kam es zu einem Schlichtungstermin. Aufgrund dieser Zustände konnten die Glasmacher ihren Schuldverpflichtungen an die Schwarzburger Herrschaft nicht mehr nachkommen. Somit hielten sich auch die Schwarzburger nicht mehr an die Abmachungen und gaben die dringend benötigten Holzkontingente nicht frei. Ergebnis war, dass die Glashütte wiederholt mehrere Jahre nicht betrieben werden konnte.
Schließlich waren die Glasmacher gezwungen, Hüttenanteile zu verkaufen.
Erst als der Glücksthaler Glasmeister Johann Georg Greiner die Zahlung einiger Schulden übernommen hatte, konnte der Hüttenbetrieb bis gegen 1764 wieder aufgenommen werden.
Am 2. Juni 1782 stellen die Glashändler Jakob Faaz, Nicol Greiner und Glasmeister Michael Heinz erneut Antrag, die von ihren Eltern liegen gelassene Glashütte wieder in Gang bringen zu dürfen. Die Konzession wird am 19. April 1783 erneut bewilligt.
1790 ist Jakob Faaz bankrott. Um seine Schulden tilgen zu können, verkauft er von der ihm gehörenden Hüttenhälfte ein Hüttenviertel an Johann Georg Böhm aus Lauscha. Das 2. Viertel muss er dem Vater seiner verstorbenen Frau, dem Glasmeister Johann Friedrich Heinz überlassen.
Obwohl ein Forstrevisionsprotokoll aus dem Jahr 1795 erwähnt, dass die Gegend der Habichtsbacher Hütte von allem Holz entblößt sei, muss es aufgrund der Zuzüge, vor allem von Tafelglasmacher aus dem böhmischen Raum, mit dem ausgehenden 18. und dem beginnenden 19. Jahrhundert durch die Einführung der Tafelglasproduktion und einen Eigentumsübergang der Glashütte an die Donopsche Spiegelfabrik aus Köppelsdorf bei Sonneberg einen kurzen wirtschaftlichen Aufschwung gegeben haben. Aber bereits im Jahr 1815 lag die Glashütte wieder brach.
1819 ist in den Revisionsakten zu lesen, dass sich in dem „isolierten Nest Habichtsbach“ die Bewohner von abgeschlagenen Bäumen ernähren.
1834 wurden die Anteile an der Glashütte zwangsweise von der Kammer in Rudolstadt abgelöst.
Zu diesem Zeitpunkt lebten dort lt. Kirchenbucheintrag „5 Familien mit 25 Seelen“. Diese besaßen 4 Kühe, 3 Kälber, 2 Ziegen und 1 Schwein. Die Familie Böhm aus Habichtsbach siedelte im Jahr 1838 in ein Wohnhaus in Scheibe, das die Schwarzburger Herrschaft zum Ersatz für die Habichtsbacher Gebäude für sie zur Verfügung stellte. Dieses Haus war mit einigen Grundstücken ausgestattet und soll um 1900 abgebrannt sein.
Noch heute sind im Volksmund der dortigen Bevölkerung vor allem die Wilderergeschichten der Habichtsbacher bekannt.